# U 104 (U-Boot, 1917)
U 104  war ein diesel-elektrisches U-Boot der deutschen Kaiserlichen Marine, das im Ersten Weltkrieg zum Einsatz kam.

## Einsätze
U 104 wurde am 4. August 1916 auf Kiel gelegt, lief am 3. Juli 1917 bei der AG Weser in Bremen vom Stapel und wurde am 12. August 1917 in Dienst gestellt. Ab Oktober 1917 war das Boot der II. U-Flottille in Helgoland und Wilhelmshaven zugeordnet. Erster und einziger Kommandant war Kapitänleutnant Kurt Bernis.
U 104 führte während des Ersten Weltkriegs vier Unternehmungen im östlichen Nordatlantik durch. Dabei wurden sieben Handelsschiffe mit einer Gesamttonnage von 10.493 BRT versenkt. Darunter befanden sich neben Schiffen der Kriegsgegner auch dänische und norwegische Frachtschiffe.
Das größte von U 104 versenkte Schiff war das britische Frachtschiff Sapele mit 4.366 BRT. Die Sapele wurde am 26. Oktober 1917 auf ihrer Fahrt vom Liverpool nach Sierra Leone etwa 100 Seemeilen nordwestlich von Tory Island (Irland) versenkt. Dabei kamen drei Menschen ums Leben.

## Verbleib
U 104 verließ seinen Stützpunkt etwa am 10. April 1918 zu einer Feindfahrt um die britischen Inseln. Am 23. April 1918 wurde das Boot durch Wasserbomben des US-amerikanischen Zerstörers Cushing beschädigt, konnte aber entkommen. Als die Besatzung die Schäden am Druckkörper ausbessern wollte, wurde sie in der Nacht zum 25. April 1918 von der britischen Sloop Jessamine überrascht. Die Jessamine hielt zur Rammung auf U 104 zu. Bernis ließ wegtauchen, wurde aber durch mehrere Wasserbomben an die Oberfläche gezwungen. U 104 hatte jedoch bereits so schwere Schäden, dass es nicht länger schwimmfähig war. Einige Crewmitglieder versuchten, das Boot durch das Bugluk zu verlassen. Es wurde jedoch nur ein Mann, der Maschinistenmaat Karl Eschenberg, durch die Briten lebend geborgen. U 104 sank etwa auf der Position 52° N, 6° W.